# Nocturne i svart och guld: Den fallande raketen
Nocturne i svart och guld: Den fallande raketen (engelska: Nocturne in Black and Gold: The Falling Rocket) är en oljemålning av den amerikansk-brittiske konstnären James Abbott McNeill Whistler. Den målades omkring 1875 och ingår sedan 1946 i Detroit Institute of Arts samlingar.
På 1870-talet målade Whistler ett drygt 30-tal "Nocturne-målningar" med Themsen under en kvälls- eller natthimmel som motiv. Det var hans mecenat, skeppsredaren Frederick Richards Leyland (1831–1892) som föreslog namnet Nocturne. Den musikaliska referensen i namnet var väl medvetet (jämför hans verk Symfoni i vitt) och låg i linje med Whistlers esteticism och dess slagord "konst för konstens skull". Han uttryckte "by using the word ‘nocturne’ I wished to indicate an artistic interest alone, divesting the picture of any outside anecdotal interest which might have been otherwise attached to it. A nocturne is an arrangement of line, form and colour first".
Mest berömd av Nocturne-målningarna är Den fallande raketen som var revolutionerande abstrakt. När den ställdes ut 1877 skapade den stor uppmärksamhet och den kända konstkritikern John Ruskin beskrev den som "en färgpyts kastad i allmänhetens ansiktet". Uttalandet kränkte Whistler till den grad att han lämnade in en stämningsansökan mot Ruskin för ärekränkning. Domstolen gav visserligen Whistler rätt men han tilldömdes endast en kvarts penny i skadestånd. Summan motsvarade inte hans utgifter under rättegången och han tvingades i personlig konkurs.  
Tack vare rättegången tvingades Whistler vara mer informativ om sin tavla än han vanligtvis var. Den skildrar ett fyrverkeri från Cremorne Gardens i Chelsea där han var bosatt. Avfyrningsplatsen kan anas som en kvadratisk plattform nertill vänster. Den mörka delen som syns till vänster är troligen skuggan av ett större träd. Till höger syns fyrverkeriet på natthimlen över Themsen.